# Privilegium Maius

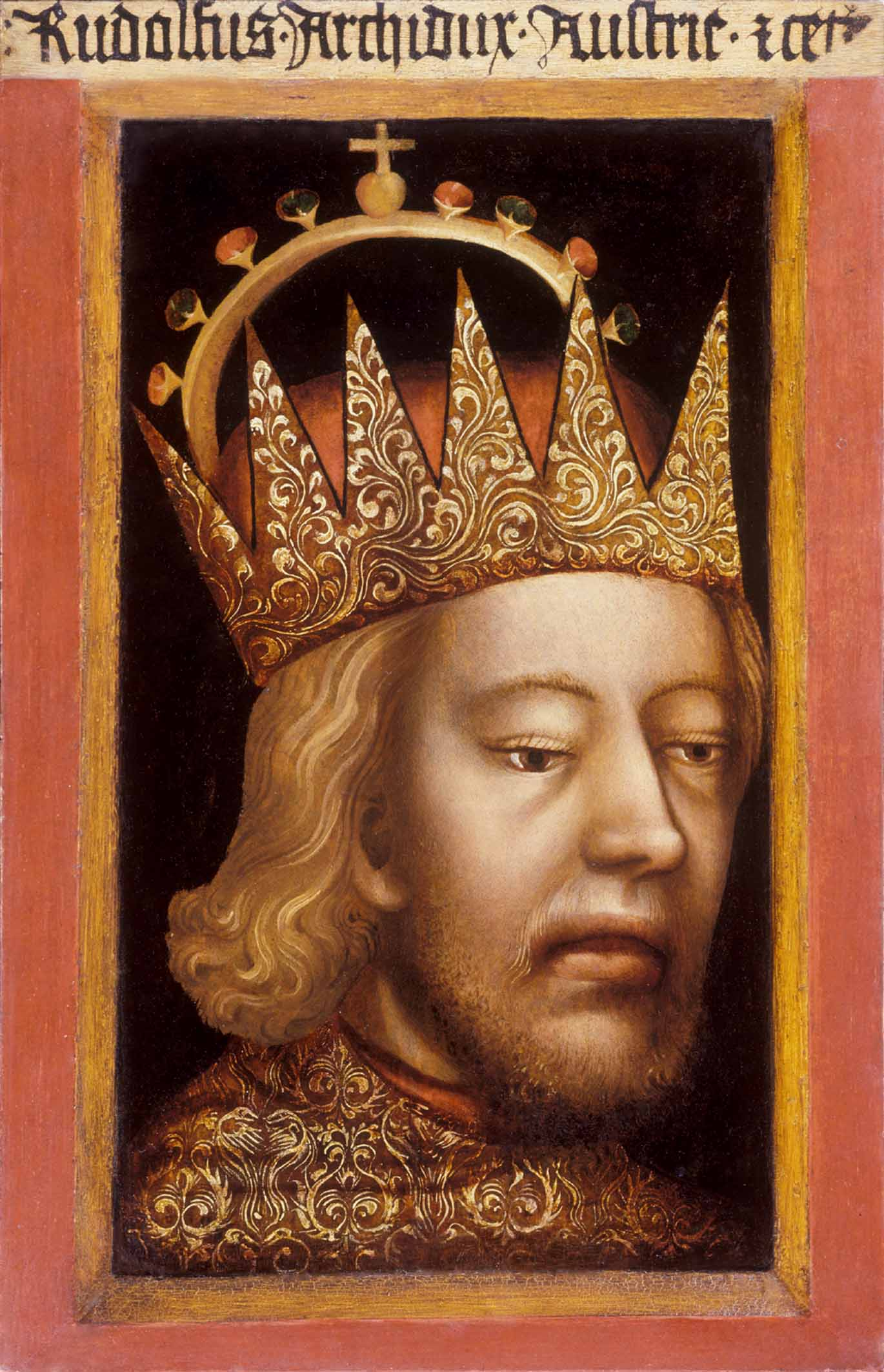
Rodolfo IV – Rudolfus Archidux Austriae – con corona archiducal, en un retrato ca. 1365

El Privilegium Maius (en alemán: Großer Freiheitsbrief, lit., 'privilegio mayor')  fue un documento medieval falsificado en 1358 o 1359 a instancias del duque Rodolfo IV de Austria de la Casa de Habsburgo que elevaba el ducado de Austria a archiducado. Era esencialmente una versión modificada del Privilegium Minus emitido por el emperador Federico I Barbarroja en 1156, que había elevado la antigua marca de Austria a ducado.
Los privilegios descritos en el documento tuvieron una gran influencia en el panorama político de Austria, y crearon una conexión única entre la Casa de Habsburgo y Austria.

## Contexto
La Casa de Habsburgo había conseguido el gobierno del ducado de Austria en 1282. Rodolfo IV (1339-1365) intentaba reforzar la influencia de los Habsburgo en la escena política europea al tratar de construir relaciones con el emperador Carlos IV de Luxemburgo, su soberano, y aumentar el respeto hacia los gobernantes austríacos. Sin embargo, Rodolfo IV no pertenecía al grupo de  los siete príncipes electores  (Kurfürsten) que, como dictaba la bula de Oro de 1356 aprobada por el emperador Carlos IV, tenían el poder de elegir al siguiente emperador, rex Romanorum. La bula fijaba Fráncfort y elegían los arzobispos de Maguncia, Tréveris y Colonia, el rey de Bohemia, el conde Palatino del Rin, el duque de Sajonia y el margrave de Brandeburgo.
Del mismo modo que Carlos IV había convertido a Praga en el centro de su gobierno, Rodolfo hizo lo mismo con Viena, dándole privilegios especiales, iniciando proyectos de construcción y fundando la Universidad de Viena. Todo esto apunta a aumentar la legitimidad e influencia de la Casa y sus tierras austríacas. Para este propósito, en el invierno de 1358/1359, Rodolfo IV ordenó la creación de un documento falsificado llamado Privilegium Maius  ("el mayor privilegio"). Rodolfo envió una copia a su soberano, quien, sin embargo, negó su reconocimiento. Más tarde pidió la opinión del humanista italiano Francesco Petrarca, después de lo cual la negativa fue, sin embargo, confirmada. En 1361 Rodolfo tuvo que renunciar al título de archiduque, que había comenzado a utilizar oficialmente.

## Documento
El  Privilegium maius consta de cinco documentos falsos, algunos de los cuales supuestamente fueron emitidos por Julio César y Nerón para la histórica provincia romana de regnum Noricum, un territorio similar al de las modernas fronteras austriacas. Aunque modelado a propósito a partir del Privilegium minus, cuyo original se perdió al mismo tiempo, el conjunto ya fue identificado como una falsificación por algunos contemporáneos, como el erudito italiano Francesco Petrarca.
En el Privilegium Maius, Rodolfo IV declaraba a Austria como un "archiducado", dotado con derechos similares a los de los príncipes electores del Sacro Imperio Romano, tales como:
- inseparabilidad del territorio,
- herencia automática del primogénito (primogenitura), más tarde extendida a herederas femeninas en la Pragmática Sanción de 1713 en favor de la archiduquesa María Teresa ,
- jurisdicción independiente y legislatura, sin posibilidad de apelar al Emperador (privilegium de non evocando),
- permiso para mostrar ciertos símbolos de gobierno.

Rodolfo también creó el título de Pfalzerzherzog  ("archiduque Palatino"), similar al Elector Palatino del Rin, el titular de un voto electoral. El primer gobernante de los Habsburgo que usó el título de archiduque fue Ernesto el Férreo o el duque de Hierro, gobernante de la Austria interior desde 1406 hasta 1424. Desde el siglo XV en adelante, todos los príncipes de la dinastía de los Habsburgo se titularon a sí mismos Erzherzöge.

## Efectos
El emperador Carlos IV se negó a confirmar el Privilegium Maius, cuya falsificación fue reconocida por su asesor, el poeta y erudito Petrarca. Sin embargo, el Habsburgo Federico V de Austria después de su elección como Emperador del Sacro Imperio Romano pudo otorgarse a sí mismo el permiso para asumir el título de archiduque, más tarde confirmado por sus descendientes Rodolfo II y Carlos VI. Sin embargo, no suponía la dignidad electoral misma y en 1519 el archiduque Carlos I tuvo que pedir prestada una enorme suma (casi 3 toneladas de oro) a Jacob Fugger  para sobornar a los príncipes electores para asegurar su sucesión como rex Romanorum contra su rival por el puesto, Francisco I de Francia.
El Privilegium Maius tuvo una gran influencia en el panorama político de Austria. El archiduque de los Habsburgo se arrogó una posición casi de rey, y demostraba esto a extraños mediante el uso de una enseña especial. Los Habsburgo obtuvieron una nueva base para su dominio en esas tierras; en cierto modo, la Casa de Habsburgo y Austria se convirtieron en una sola unidad. Por lo tanto, puede considerarse que la falsificación fue un éxito. Posteriormente, la familia publicó ediciones especiales de los documentos y prohibió toda discusión sobre su autenticidad.
Con la disolución del Sacro Imperio Romano en 1806, el Privilegium Maius finalmente perdió su significado. En 1852, el historiador Wilhelm Wattenbach demostró sin lugar a dudas que era una falsificación